# Meta Elste
Meta Elste (Bremen, Alemania, 16 de octubre de 1919-Chicago, Estados Unidos, 30 de octubre de 2010) fue una gimnasta artística nacida alemana nacionalizada estadounidense, medallista de bronce olímpica en 1948 en el concurso por equipos.

## Carrera deportiva
En las Olimpiadas de Londres 1948 gana el bronce en el concurso por equipos, quedando las estadounidenses situadas en el podio tras las checoslovacas y húngaras, y siendo sus compañeras de equipo: Marian Barone, Consetta Lenz, Dorothy Dalton, Ladislava Bakanic, Helen Schifano, Clara Schroth y Anita Simonis.